# Мельничук Андрій Андрійович
Андрій Андрійович Мельничук (8 вересня 1997, м. Кременець, Україна — 25 травня 2022, Луганська область) — український військовослужбовець, старший солдат Збройних сил України, учасник російсько-української війни.

## Життєпис
Андрій Мельничук народився 8 вересня 1997 року в місті Кременці на Тернопільщині.
Навчався в Кременецькій загальноосвітній школі № 4.
Служив за контрактом в інженерному батальйоні (2017—2021). Після закінчення контракту поїхав до Польщі.
З початком російського вторгнення в Україну 2022 року повернувся із заробітків і вступив до лав Кременецької ТрО, згодом подався на схід України, де потрапив до Сєверодонецької ТрО. Загинув 25 травня 2022 року під час бойового зіткнення на Луганщині. Похований 30 травня 2022 року в родинному місті.
Залишилася дружина та двоє дітей.

## Вшанування пам'яті
6 грудня 2022 року на фасаді Кременецької загальноосвітньої школи № 4 відкрили пам'ятну дошку Андрію Мельничуку.